# Opcon Group
Opcon Group AB är ett miljöteknikföretag som utvecklar avancerad teknik för att kunna spara energi. Tekniken utgår ifrån Opcons historia inom skruvkompressorer, skruvexpandrar och skruvpumpar. Dessa används i en mängd energibesparande applikationer som till exempel att utvinna el ur lågvärdigt varmvatten, teknik för bränsleceller, teknik för industriell kyla etc.

## Historik
Företaget Opcon AB startade 1986. De köpte 2003 det svenska uppfinnar- och ingenjörsföretaget Svenska Rotormaskiner som utvecklat en serie produkter för den globala marknaden i syfte att använda energi på ett mer effektivt sätt.
Opcon Group består av Opcon Energisystem (OES), Svenska Rotormaskiner (SRM), Autorotor och Reftech och Opcon powerbox. 
Vd för Opcon group är Rolf Hasselström